# Hutzwang
Hutzwang bezeichnet den Zwang, Vieh nicht individuell zu hüten, sondern dieses nur in der Gemeindeherde weiden zu lassen. 
Hutzwang ist vor allem typisch für die historische Flurform der Gewannflure, die mit der Dreifelderwirtschaft bewirtschaftet wurden. Vieh diente vor allem als Lieferant des wichtigen Düngers und als Zugtiere. Die Fleischproduktion spielte nur sehr nachrangig eine Rolle. In den Gewannfluren, die vor allem auf ertragreichen Lössböden entstanden, waren Weideflächen wegen des intensiven Ackerbaus selten. In einem sehr komplexen System wurden Brachflächen, Stoppelfelder und Wiesen genutzt, um das Vieh zu weiden und gleichzeitig die Fruchtbarkeit der Böden sicherzustellen. Extensive Formen der Landnutzung, auf denen in anderen Flurformen das Vieh geweidet wurde, war auf diesen ertragreichen Böden selten. 